# Paul David (metalúrgico)
Paul David (nombre completo Marie Paul Eugène David; 29 de enero de 1842 - 26 de junio de 1923; también conocido como Paul David du Jonquier), fue un ingeniero y metalúrgico francés, que logró en 1880 con su patrón Pierre Manhès adaptar el principio del convertidor Bessemer a la pirometalurgia del cobre, inventando así el proceso Manhès-David. Durante el resto de su carrera continuó optimizando su convertidor, que sería ampliamente adoptado en los Estados Unidos.

## Semblanza
De su vida personal solo se sabe que nació en Nimes en 1842, que se casó en París el 7 de noviembre de 1877 con Marguerite Jacobé de Haut de Sigy, con quien tendría 4 hijos, y que falleció en 1842 en Lyon a los 81 años de edad.

## Invención del proceso Manhès-David

### Mejora del proceso
La invención en 1855 del convertidor Bessemer despertó un interés extraordinario por parte de los metalúrgicos. Pero unos años más tarde, las limitaciones del proceso se hicieron evidentes, y no fue hasta 1877 cuando Sidney Thomas lo llevó a su plena madurez. Casi de inmediato se pensó en su generalización al tratamiento del cobre:

Las analogías entre estas dos producciones son realmente muy grandes. Así como en un alto horno, el mineral se reduce al estado de arrabio, una combinación de hierro y carbono, del mismo modo el mineral de cobre se transforma por una simple fusión, en un compuesto de azufre, formado por cobre, hierro y azufre. En estas dos operaciones se separan los metales de las gangas, y se obtienen productos principales semejantes; por un lado, es un carburo y un siliciuro de hierro y manganeso; por el otro, un sulfuro de hierro y cobre. Por la simple acción del aire, durante la operación de Bessemer, se eliminan el silicio, el manganeso y el carbono; del mismo modo se elimina de la mata su azufre y su hierro, ambos más oxidables que el cobre.

Pero las dificultades encontradas en el tratamiento de las matas son mucho mayores que las del tratamiento de la fundición, donde los elementos en oxidación no superan del 9 al 10 por 100 del peso del metal. La mata, por el contrario, contiene generalmente solo un 20 por ciento de cobre. Por lo tanto, es necesario eliminar el 80 por ciento de los materiales tratados por oxidación. Los elementos extraños de hierro fundido, silicio y carbono, se queman generando una cantidad considerable de calor […] El azufre y el hierro, por el contrario, producen solo 2200 y 1500 calorías [por kilogramo]
Paul Weiss; (Le Cuivre)

De hecho, siendo teóricamente posible, el soplado de cobre en un convertidor Bessemer encontró grandes dificultades durante su desarrollo. Las pruebas del británico John M. Hollway en 1878 no tuvieron éxito: el soplado se volvía muy intermitentemente, el refractario se desgastaba enormemente, las boquillas se obstruían, el metal se solidificaba antes de terminar la operación, y el procedimiento requería mucho más tiempo que los procesos siderúrgicos habituales. Finalmente, Hollway logró transformar la mata de bronce en mata blanca, pero no pudo ir más allá.
Cuando Pierre Manhès comenzó sus ensayos en la fábrica que poseía en Vedène (Vaucluse), rápidamente se encontró con los mismos problemas, en particular con la obstrucción de las boquillas por el cobre refinado, que debido a su gran densidad, se acumulaba en el fondo del convertidor, donde, enfriado por el aire insuflado, se solidificaba obstruyendo así las boquillas. Pierre Manhès luego patentó el uso de aditivos cuya oxidación liberaría suficiente calor para evitar este problema. Finalmente, fue Paul David, entonces ingeniero de la fábrica, quien sugirió la solución en 1880, proponiendo la disñosición de boquillas horizontales, colocadas un poco por encima del fondo del convertidor, para que el cobre quedase por debajo de ellas y el aire incidiera constantemente en la mata. Las pruebas, realizadas en 1880-1881, demostraron que esta nueva disposición resolvía finalmente el problema de la obstrucción de las boquillas.
Tal proceso también requiere, para matas pobres en cobre, drenar la cuba después de la oxidación del hierro, y drenar la mata intermedia (llamada mata blanca) para afinarla en un segundo paso. En 1883-1884, Manhès y David propusieron una segunda mejora: el convertidor cilíndrico, que permitía variar a voluntad la inmersión de las boquillas. En efecto, alineando las toberas sobre una generatriz del cilindro, todas tenían la misma inmersión. Esta innovación también resultó decisiva.
El proceso desarrollado le debe tanto al jefe como a su empleado:

Desde el punto de vista de la invención del aparato para aplicar el proceso de insuflado de aire a las matas de cobre, se desprende de lo anterior que hay razón para asociar el nombre de M. Manhès con el nombre de M. Paul David.
Bulletin de la Société de l'Industrie Minérale (Métallurgie: bessemérisation du cuivre)

### Invención del selector

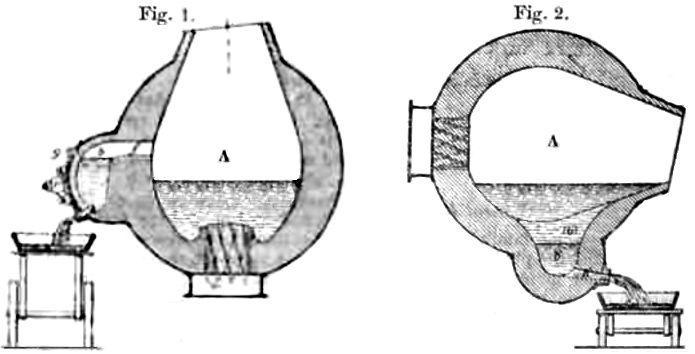
Diagrama esquemático del selector, un cofre instalado en la pared de un convertidor esférico del tipo Manhès-David

Tal como se desarrolló, el proceso Manhès-David solo elimina elementos de la mata que son más oxidables que el propio cobre. En cuanto al oro:

sabemos que, para minerales complejos, el método galés presenta una variante: el proceso de selección, que consiste en la formación de un fondo cuproso donde, con el cobre producido al comienzo de la operación, se juntan en parte los metales extraños, y todo el oro. Se obtiene pues, por un lado, una pequeña masa de cobre muy impuro y aurífero, y por el otro lado una gran masa de cobre despojado de todo el oro y de algunas de las impurezas que originalmente contenía.

Paul David, que asumió la dirección de las fábricas de la Société des brasses de France en Éguilles (cerca de Aviñón) desarrolló en solitario un nuevo modelo de convertidor esférico, cuyas boquillas están inclinadas en según un hiperboloide para provocar una rotación del baño. El eje de pivote del convertidor está inclinado con respecto a la horizontal (aproximadamente 30°) para que la boquilla del convertidor quede fuera del marco y nunca vierta material fundido sobre él. Finalmente, sobre la esfera se coloca un pequeño cofre lateral, en el que se puede, mediante un adecuado movimiento de rotación, recoger el producto de fondo.

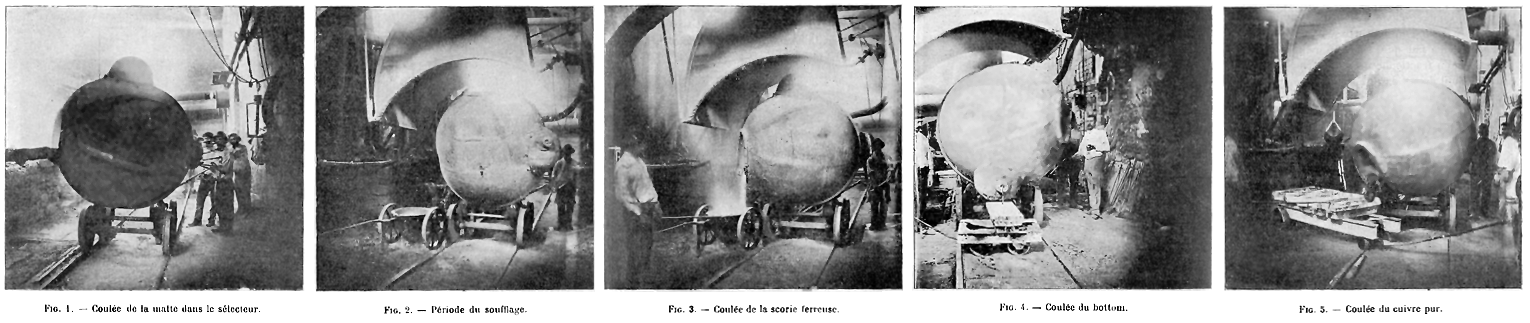
Serie de fotos que ilustran las sucesivas etapas de soplado con el selector

Sin embargo, el selector, aunque se utilizó con éxito en la fábrica de Éguilles, llegó demasiado tarde, después del desarrollo de la refinación por electrólisis. Aunque el selector facilita esta operación al aislar el cobre puro (que sin embargo contiene un poco de plata) del cobre aleado, las fábricas americanas se mantuvieron fieles a los grandes convertidores horizontales revestidos con refractario básico, como los desarrollados por Peirce y Smith, produciendo un blister completamente refinado por electrólisis.
Sin embargo, se puede ver en el selector un sustituto del orificio del grifo lateral, que se ha sistematizado en todos los convertidores de acero modernos.

## Castillo du Jonquier

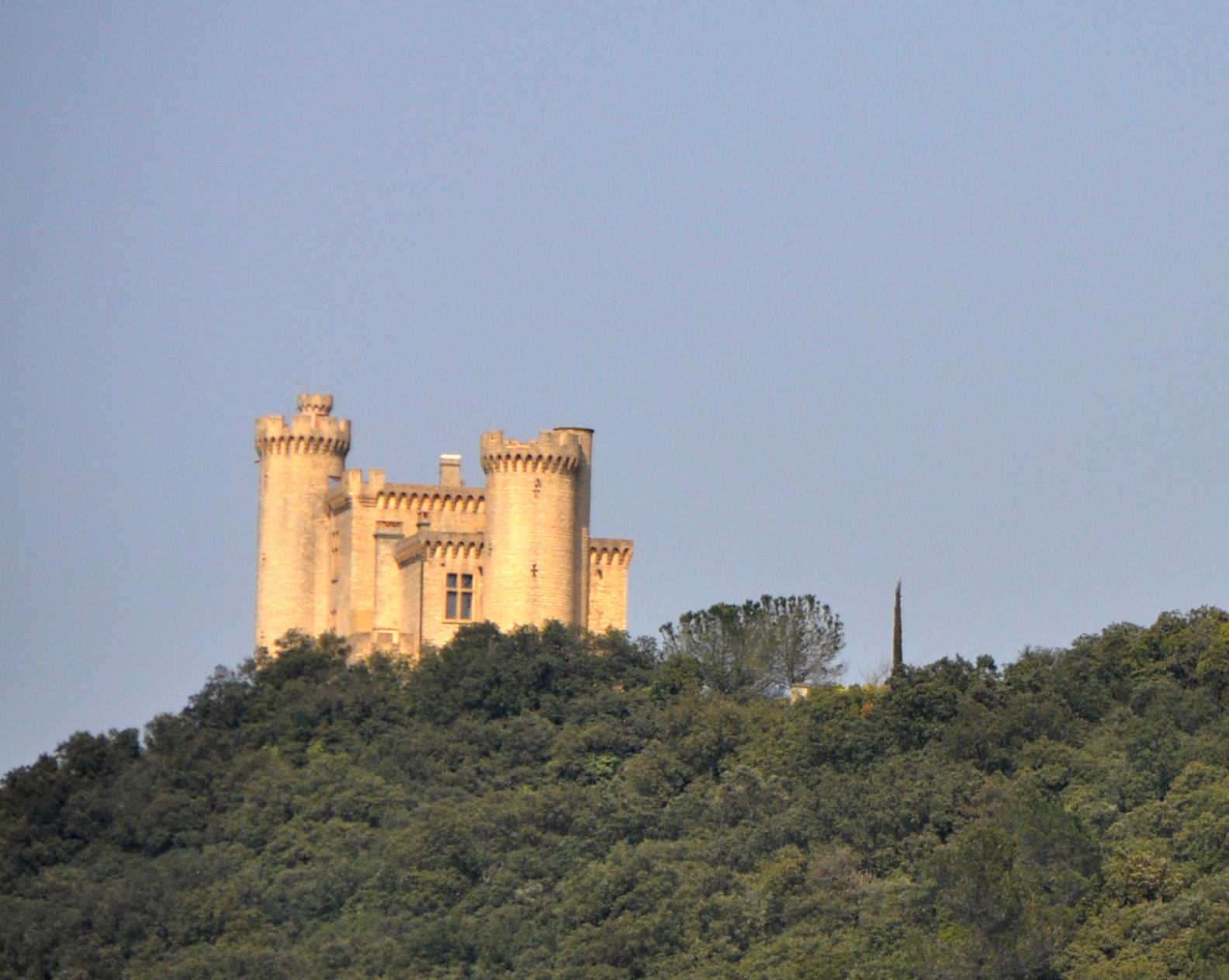
El castillo construido por Paul David

Alrededor de 1899, Paul David comenzó la construcción en Saint-Étienne-des-Sorts, en el Gard, de un castillo neomedieval. Edificado sobre un pico rocoso que domina el valle del Ródano, su construcción fue muy difícil. De hecho, 

tras la negativa del propietario a venderle parte de un edificio en Jonquier-du-bas […] esta construcción fue más que un proyecto, convertido en una verdadera proeza para la época. Sin el más mínimo camino para acceder a la cumbre, se usó una cuba suspendida de un cable de metal colocado sobre unos pilones para transportar cal, cemento, madera y otros materiales hasta la obra.